# 日輪寺 (台東区)
日輪寺（にちりんじ）は、東京都台東区にある時宗の寺院。山号は神田山。本尊は阿弥陀如来。

## 由緒
この寺はもと芝崎村（現在の千代田区）にあった天台宗寺院。
徳治年間（1303年 - 1308年）この地を訪れた他阿真教が、疫病が流行し平将門の首塚の祟りだと怯える村人を見て塚を修復し供養をしたところ疫病が治まり、村人の勧めもあって日輪寺を時宗に改め念仏道場としたという。
1590年（天正18年）以降寺地を転々とし、1601年（慶長6年）柳原へ移った。1657年（明暦3年）の大火（いわゆる明暦の大火）で焼失し、浅草の地へ移った。江戸時代は時宗の触頭であり、堀田氏の菩提寺であった。
日輪寺がある浅草3丁目はかつて浅草柴崎町だったが、これは日輪寺が柴崎道場と呼ばれていたことに由来する。

## 交通アクセス
- つくばエクスプレス浅草駅A2出口より徒歩約2分（経路案内）